# Laetiporus
Laetiporus is een geslacht van schimmels behorend tot de familie Fomitopsidaceae. De typesoort is Laetiporus speciosus. De wetenschappelijke naam is in 1904 door William Murrill gepubliceerd.

## Kenmerken
Exemplaren zijn tussen de 5 en 25 cm breed. Het mycelium heeft talrijke, dikke lobben en kan wel 45 kg wegen. Laetiporus-soorten zijn vaak te vinden op wonden in bomen, waar ze het kernhout binnendringen. Typische gastheren zijn eiken, maar ook eucalyptus, taxus, tamme kastanje en wilgen.  Laetiporus conifericola komt voornamelijk voor op naaldbomen in het westen van Noord-Amerika. 
Jonge vruchtlichamen hebben een vochtig, gomachtig oppervlak dat zwavelgeel tot oranje van kleur is, soms met feloranje uiteinden. Oudere exemplaren vervagen en worden broos. Deze worden vaak opgegeten door kevers, slakken en pissenbedden.
De zwavelzwam (Laetiporus sulphureus) ontwikkelt elk jaar vruchtlichamen als het weer geschikt is voor de vorming van sporen. Deze komen voor van de late lente tot in de vroege herfst, waardoor ze populair zijn bij paddenstoelenplukkers. De vruchtlichamen vormen een belasting voor de bomen. Nadat het kernhout is gaan rotten, wordt vaak het spinthout aangetast, wat in gevorderde stadia broosheid en gevoeligheid voor windvlagen vergroot en kan leiden tot het omvallen van de boom.

## Ecologie en verspreiding
Laetiporus-soorten komen wereldwijd voor.
Verspreidingsgebieden in Europa zijn oeverbossen en vochtige eikenbossen. Soorten zijn ook te vinden op bomen in stedelijke gebieden. Fruitbomen kunnen worden aangetast. De gastheren zijn meestal bomen die al ouder of beschadigd zijn. Laetiporus-soorten veroorzaken bruinrot in de waardbomen.

## Soorten
Volgens Index Fungorum telt het geslacht 18 soorten (peildatum maart 2023):
| Soortnaam                          | Auteur(s)                            | Publicatiejaar |
| ---------------------------------- | ------------------------------------ | -------------- |
| Laetiporus ailaoshanensis          | B.K. Cui & J. Song                   | 2014           |
| Laetiporus caribensis              | Banik & D.L. Lindner                 | 2012           |
| Laetiporus conifericola            | Burds. & Banik                       | 2001           |
| Laetiporus cremeiporus             | Y. Ota & T. Hatt.                    | 2010           |
| Laetiporus discolor                | (Klotzsch) Corner                    | 1984           |
| Laetiporus flos-musae              | Overeem                              | 1927           |
| Laetiporus gilbertsonii            | Burds.                               | 2001           |
| Laetiporus huroniensis             | Burds. & Banik                       | 2001           |
| Laetiporus lobatus                 | J. Vlasák, J. Kout & D.L. Lindner    | 2019           |
| Laetiporus medogensis              | J. Song & B.K. Cui                   | 2018           |
| Laetiporus miniatus                | (P. Karst.) Overeem                  | 1925           |
| Laetiporus montanus                | Černý ex Tomšovský & Jankovský       | 2009           |
| Laetiporus persicinus              | (Berk. & M.A. Curtis) Gilb.          | 1981           |
| Laetiporus portentosus             | (Berk.) Rajchenb.                    | 1995           |
| Laetiporus squalidus               | R.M. Pires, Motato-Vásq. & Gugliotta | 2015           |
| Laetiporus sulphureus (Zwavelzwam) | (Bull.) Murrill                      | 1920           |
| Laetiporus xinjiangensis           | J. Song, Y.C. Dai & B.K. Cui         | 2018           |
| Laetiporus zonatus                 | B.K. Cui & J. Song                   | 2014           |